# Јазина
Јазина је насељено мјесто у граду Требиње, Република Српска, БиХ. Према попису становништва из 1991. у насељу је живјело 147 становника.

## Становништво 1991.
| Националност       | 1991. | 1981. | 1971. | 1961. |
| Срби               | 134   |       |       |       |
| Југословени        | 1     |       |       |       |
| Муслимани          | 2     |       |       |       |
| остали и непознато | 10    |       |       |       |
| Укупно             | 147   | '     | '     | '     |

## Становништво
| Демографија | Демографија | Демографија |
| Година      | Становника  | Становника  |
| ----------- | ----------- | ----------- |
| 1991.       | 147         |             |